# Atractocerus kreuslerae
Atractocerus kreuslerae is een keversoort uit de familie Lymexylidae. De wetenschappelijke naam van de soort is voor het eerst geldig gepubliceerd in 1864 door Pascoe.